# 페드로 아르멘다리스 주니어
페드로 아르멘다리스 주니어(Pedro Armendáriz, Jr., 1940년 4월 6일 ~ 2011년 12월 26일)는 멕시코의 배우이다.

## 출연 작품
- 마미타스 (2011)
- 스니치 : 마약과의전쟁 (2011)
- 오션스 (2009)
- 룩킹 포 팰라딘 (2008)
- 연옥 (2008)
- 과달루페 (2006)
- 레전드 오브 조로 (2005)
- 카보스 죽이기 (2004)
- 카사 데 로스 바비스 (2003)
- 판초 비야 (2003)
- 원스 어폰 어 타임 인 멕시코 (2003)
- 아마로 신부의 범죄 (2002)
- 오리지널 씬 (2001)
- 멕시칸 (2001)
- 비포 나잇 폴스 (2000)
- 헤로드의 법 (1999)
- 온 더 보더 (1998)
- 마스크 오브 조로 (1998)
- 아미스타드 (1997)
- 투 크라임 (1995)
- 아카풀코 해변수사대 (1993)
- 간호사 (1993)
- 죽음과 나침반 (1992)
- 하이웨이 패트롤맨 (1991)
- 러브 앤드 히스테리 (1991)
- 올드 그링고 (1989)
- 007 살인면허 (1989)
- 블루 피라미드 (1988)
- 어 워크 온 더 문 (1987)
- 불사신 워커 (1987)
- 데스 게임 (1985)
- 레밍턴 스틸 (1982)
- 에비타 페론 (1981)
- 염소 (1981)
- 종신형 (1979)
- 대지진 (1974)
- 돈 비 어프레이드 오브 더 다크 (1973)
- 철인들 (1969)